# Echites umbellatus
Echites umbellatus là một loài thực vật có hoa trong họ La bố ma. Loài này được Jacq. mô tả khoa học đầu tiên năm 1760.